# Eritrea i olympiska sommarspelen 2016
Eritrea deltog med tolv deltagare vid de olympiska sommarspelen 2016 i Rio de Janeiro. Ingen av landets deltagare erövrade någon medalj.

## Friidrott
Key
- Notera– Placeringar avser endast det specifika heatet.
- Q = Tog sig vidare till nästa omgång
- q = Tog sig vidare till nästa omgång som den snabbaste förloraren eller, i fältgrenarna, genom placering utan att nå kvalgränsen
- NR = Nationellt rekord
- N/A = Omgången fanns inte i grenen
- Bye = Idrottaren behövde inte tävla i omgången

Herrar
Bana och väg
| Idrottare             | Gren                         | Heat     | Heat      | Final            | Final            |
| Idrottare             | Gren                         | Resultat | Placering | Resultat         | Placering        |
| --------------------- | ---------------------------- | -------- | --------- | ---------------- | ---------------- |
| Abrar Osman Adem      | Herrarnas 5 000 meter        | 13:22,56 | 8 Q       | 13:09,56         | 10               |
| Hiskel Tewelde        | Herrarnas 5 000 meter        | 13:30,23 | 15        | Gick inte vidare | Gick inte vidare |
| Aron Kifle            | Herrarnas 5 000 meter        | 13:29,45 | 8         | Gick inte vidare | Gick inte vidare |
| Goitom Kifle          | Herrarnas 10 000 meter       | i.u.     | i.u.      | 28:15,99         | 24               |
| Zersenay Tadese       | Herrarnas 10 000 meter       | i.u.     | i.u.      | 27:23,86         | 8                |
| Nguse Tesfaldet       | Herrarnas 10 000 meter       | i.u.     | i.u.      | 27:30,79         | 9                |
| Yemane Haileselassie  | Herrarnas 3 000 meter hinder | 8:26,72  | 4 q       | 8:40,68          | 12               |
| Tewelde Estifanos     | Herrarnas maraton            | i.u.     | i.u.      | 2:19:12          | 60               |
| Ghirmay Ghebreslassie | Herrarnas maraton            | i.u.     | i.u.      | 2:11:04          | 4                |
| Amanuel Mesel         | Herrarnas maraton            | i.u.     | i.u.      | 2:14:37          | 21               |

Damer
Bana och väg
| Idrottare          | Gren             | Final    | Final     |
| Idrottare          | Gren             | Resultat | Placering |
| ------------------ | ---------------- | -------- | --------- |
| Nebiat Habtemariam | Damernas maraton | 2:45:21  | 80        |

## Cykling
| Idrottare            | Gren                | Tid     | Placering |
| -------------------- | ------------------- | ------- | --------- |
| Daniel Teklehaymanot | Herrarnas linjelopp | 6:29:25 | 43        |